# 西武立川站
西武立川站（日语：／ Seibu-tachikawa eki */?）是一個位於東京都立川市西砂町一丁目，屬於西武鐵道拜島線的鐵路車站。車站編號是SS35。

## 
西武立川是一個配置有島式月台1座、2條乘車路線的跨站式站房車站。在過去車站只有南口一個出入口，但2011年3月30日配合新設的跨站式站房啟用，而開設了新的北口。

### 月台配置
| 月台 | 路線   | 方向 | 目的地                     |
| ---- | ------ | ---- | -------------------------- |
| 1    | 拜島線 | 下行 | 往拜島方向                 |
| 2    | 拜島線 | 上行 | 往萩山、小平、西武新宿方向 |

## 使用情況
2016年度1日平均上下車人次為11,129人，西武鐵道全部92個車站當中排行第66位。近年有增長傾向。
近年1日平均上下車人次與上車人次的推移如下表。
| 年度               | 1日平均 上下車人次 | 1日平均 上車人次 | 來源     |
| ------------------ | ------------------ | ---------------- | -------- |
| 1992年（平成04年） |                    | 4,033            | [ * 1 ]  |
| 1993年（平成05年） |                    | 4,049            | [ * 2 ]  |
| 1994年（平成06年） |                    | 4,132            | [ * 3 ]  |
| 1995年（平成07年） |                    | 4,038            | [ * 4 ]  |
| 1996年（平成08年） |                    | 3,964            | [ * 5 ]  |
| 1997年（平成09年） | 7,935              | 3,959            | [ * 6 ]  |
| 1998年（平成10年） | 7,775              | 3,874            | [ * 7 ]  |
| 1999年（平成11年） | 7,710              | 3,836            | [ * 8 ]  |
| 2000年（平成12年） | 7,791              | 3,885            | [ * 9 ]  |
| 2001年（平成13年） | 7,608              | 3,800            | [ * 10 ] |
| 2002年（平成14年） | 7,481              | 3,753            | [ * 11 ] |
| 2003年（平成15年） | 7,609              | 3,822            | [ * 12 ] |
| 2004年（平成16年） | 7,350              | 3,690            | [ * 13 ] |
| 2005年（平成17年） | 7,372              | 3,701            | [ * 14 ] |
| 2006年（平成18年） | 7,368              | 3,699            | [ * 15 ] |
| 2007年（平成19年） | 7,530              | 3,773            | [ * 16 ] |
| 2008年（平成20年） | 7,709              | 3,833            | [ * 17 ] |
| 2009年（平成21年） | 7,813              | 3,899            | [ * 18 ] |
| 2010年（平成22年） | 7,840              | 3,934            | [ * 19 ] |
| 2011年（平成23年） | 7,821              | 3,898            | [ * 20 ] |
| 2012年（平成24年） | 8,116              | 4,053            | [ * 21 ] |
| 2013年（平成25年） | 8,736              | 4,374            | [ * 22 ] |
| 2014年（平成26年） | 9,555              | 4,771            | [ * 23 ] |
| 2015年（平成27年） | 10,396             |                  |          |
| 2016年（平成28年） | 11,129             |                  |          |

## 與立川站的關係
「西武立川」雖有其名，但距離立川市中心部的東日本旅客鐵道（JR東日本）立川站有大約5公里距離。西武立川站實際上位於近昭島市界、美堀町。

## 圖片

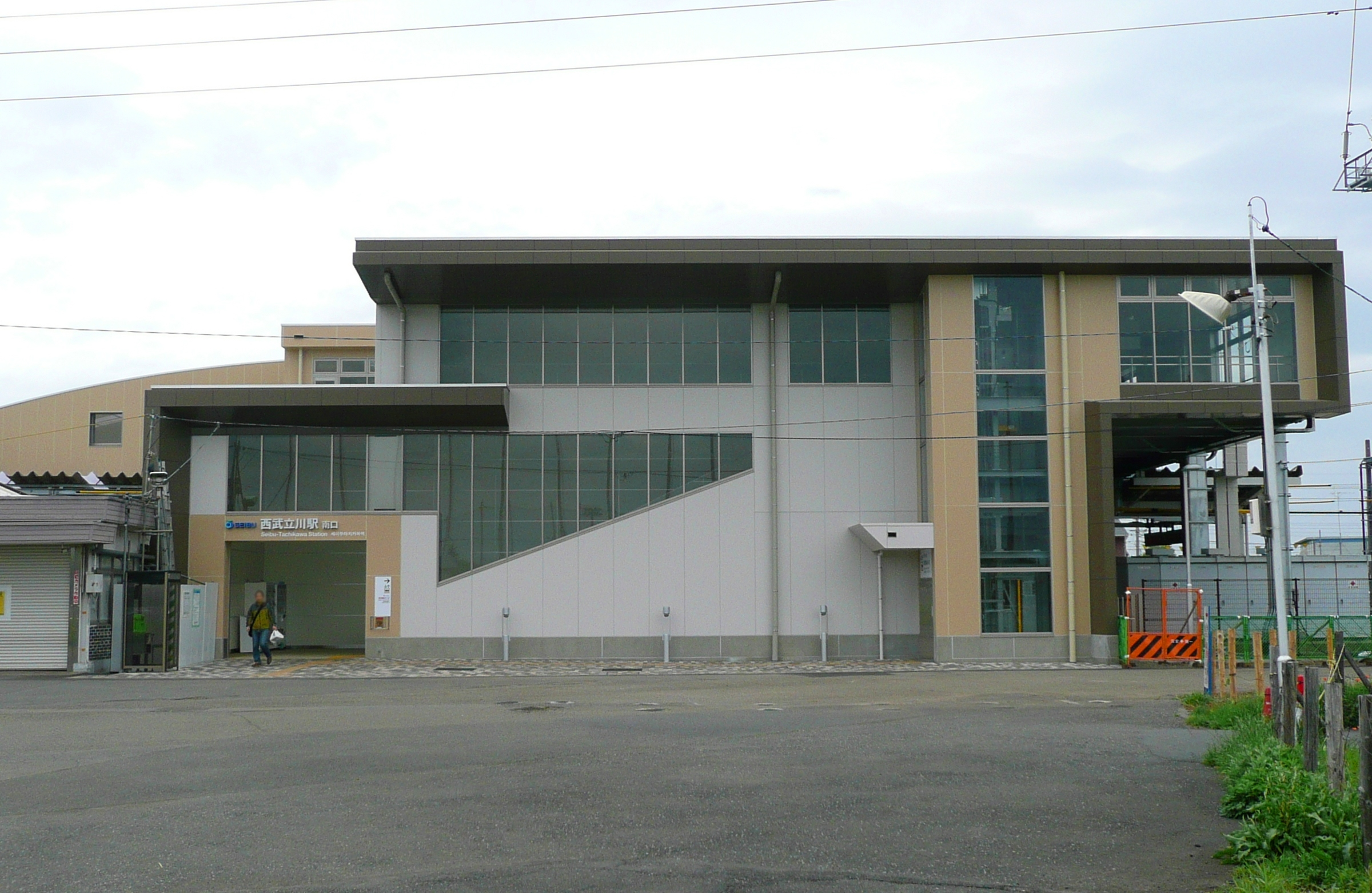
再開發前的南口（2011年5月）
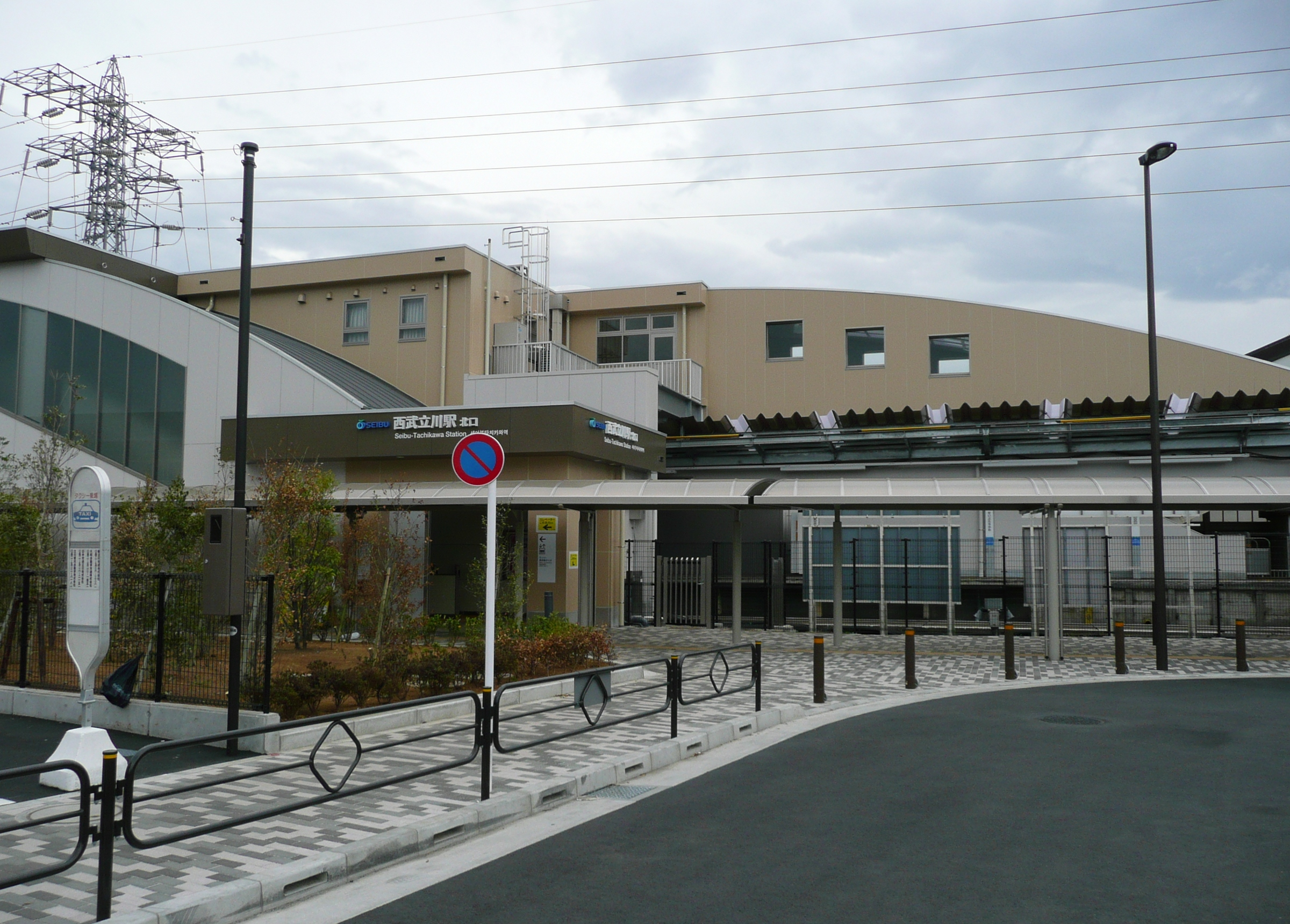
北口（2011年5月）
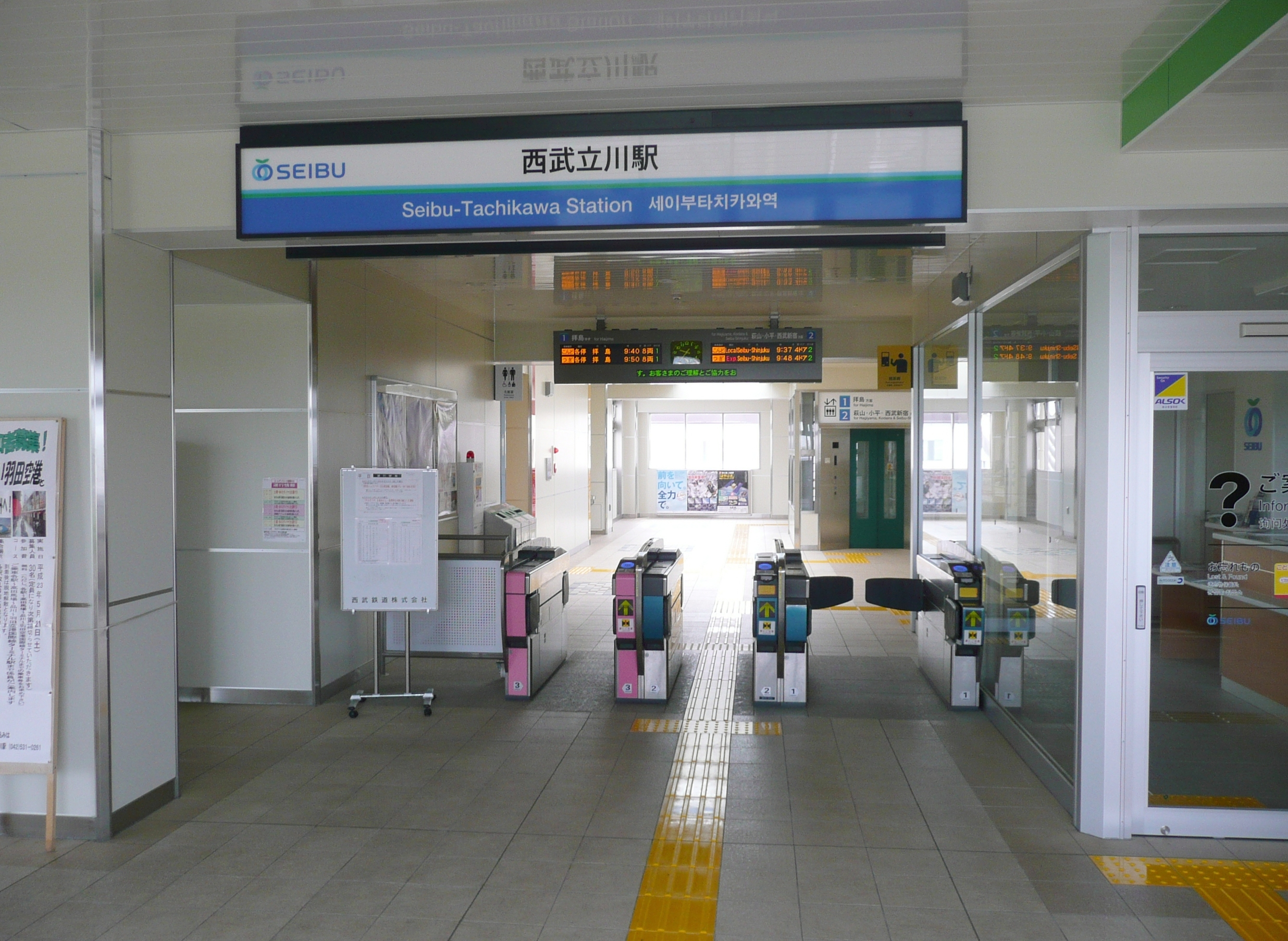
閘口（2011年5月）
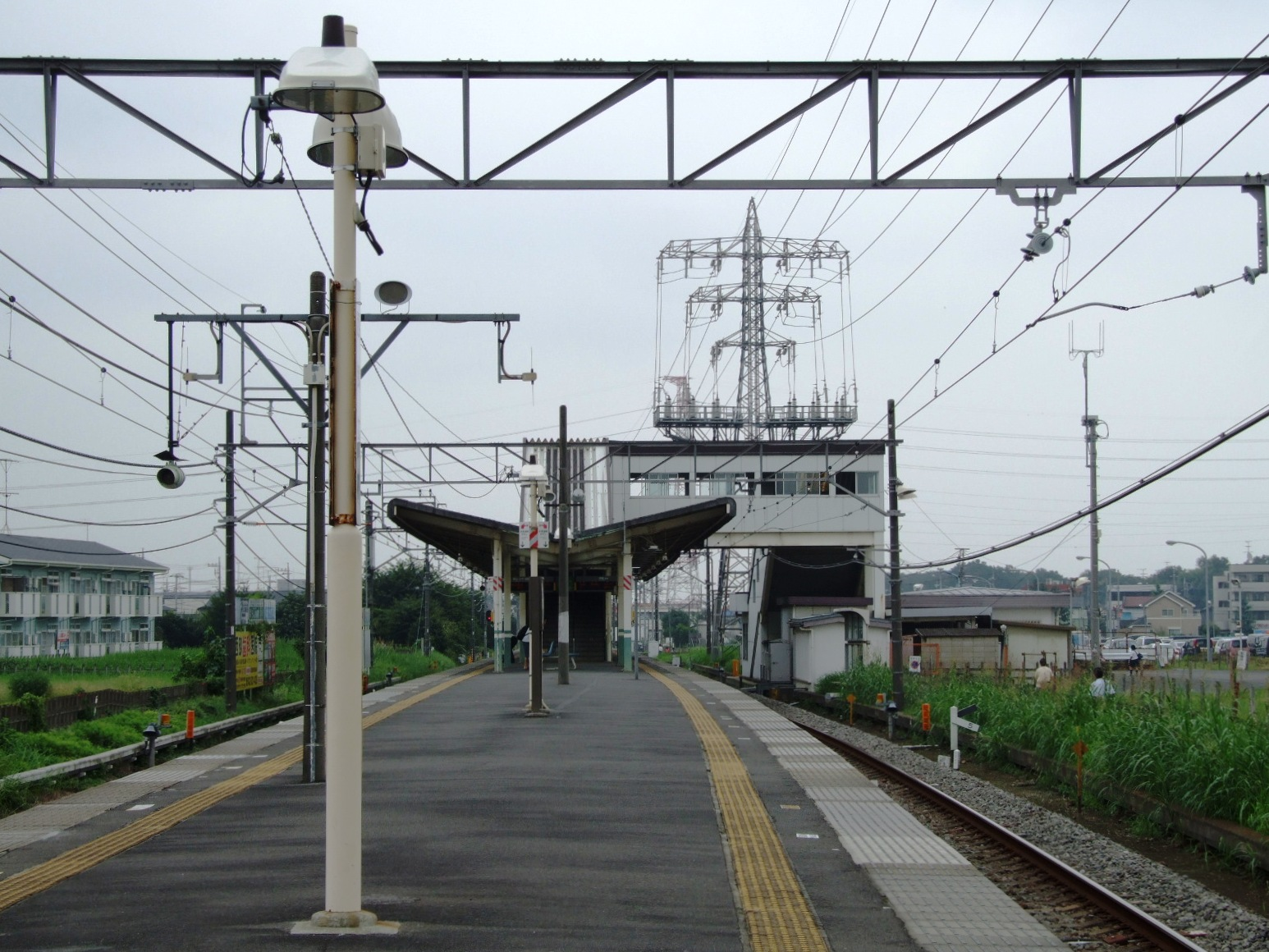
月台（站舍改建前、2009年8月）
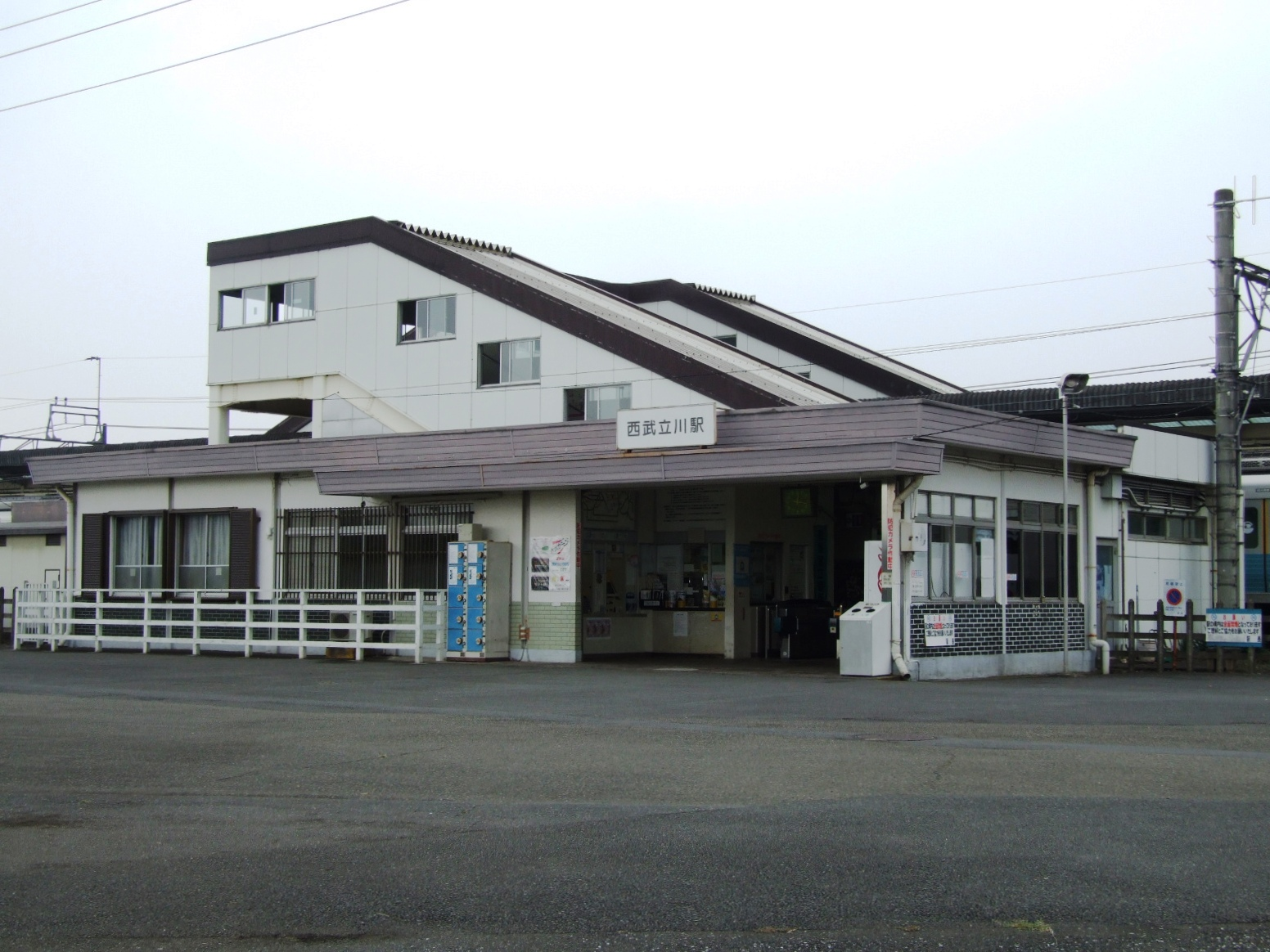
舊站舍（2009年8月6日）
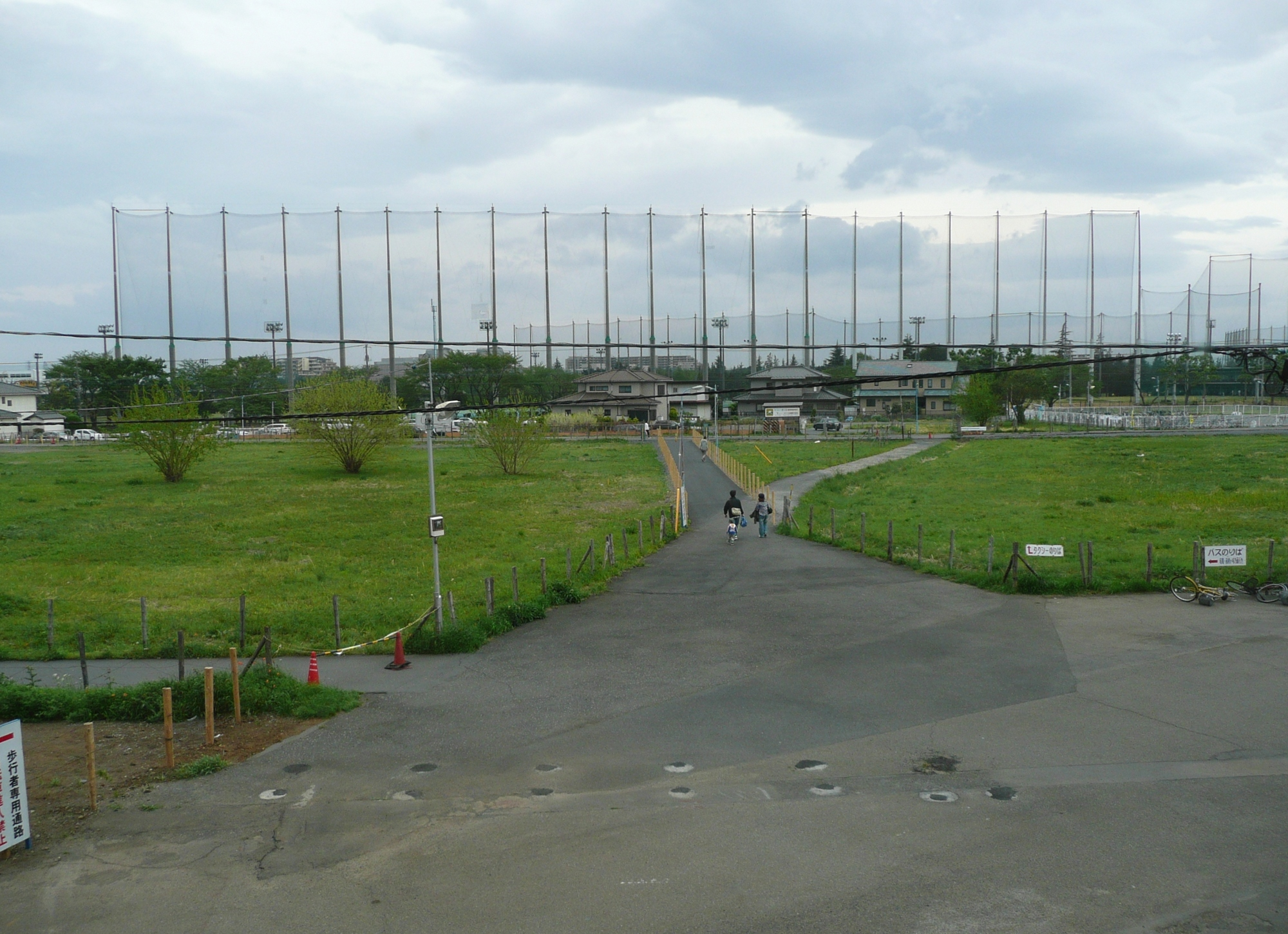
南口站前的樣子（2011年5月）

## 相鄰車站
西武鐵道
 拜島線
■急行、■準急、■各站停車
武藏砂川（SS34）－西武立川（SS35）－拜島（SS36）

## 外部連結
- 西武立川 - 西武鐵道（日語）